# Pop hypnagogique
Genres dérivés
Vaporwave
La pop hypnagogique (aussi appelée par extension h-pop, chillwave, glo-fi, et hantologie) est un genre de pop et musique psychédélique, évoquant la mémoire culturelle et la nostalgie des divertissements populaires du passé (principalement les années 1980). Elle émerge entre le milieu et la fin des années 2000, lorsque les musiciens lo-fi et bruitistes américains ont commencé à adopter une esthétique rétro qui leur rappelait leur enfance, comme le radio rock, la pop new wave, le soft rock, la musique de jeu vidéo, la synthpop et le RnB. Les enregistrements circulaient sur des cassettes ou des blogs et étaient généralement marqués par l'utilisation d'équipements analogiques obsolètes et d'expérimentations bricolées.
Le nom du genre est inventé par le journaliste David Keenan dans un numéro d'août 2009 du magazine The Wire pour qualifier la tendance naissante, qu'il caractérise comme de la « musique pop réfractée à travers la mémoire d'une mémoire. » La musique est décrite comme une mise à jour du psychédélisme au XXIe siècle, une réappropriation de la culture capitaliste saturée de médias et un « cousin américain » de l'hantologie britannique.
En réponse à l'article de Keenan, The Wire reçoit un grand nombre de courriers haineux qualifiant la pop hypnagogique de « pire genre créé par un journaliste ». Certains des artistes étiquetés rejettent l'étiquette ou nié l'existence d'un tel style unifié. Au cours des années 2010, l'attention critique pour le genre diminue, bien que la « nostalgie révisionniste » du style se soit sublimée dans divers zeitgeists culturels orientés vers la jeunesse. La pop hypnagogique évolue vers la vaporwave, avec laquelle elle est parfois confondue.

## Histoire

### Origines
Dans les années 2000, une vague d'enregistrements maison d'inspiration rétro commence à dominer les scènes indépendantes underground. La sortie de Haunted Graffiti d'Ariel Pink, en particulier, suscite des discussions journalistiques sur le concept philosophique de l'hantologie, notamment chez les critiques Simon Reynolds et Mark Fisher. Plus tard, le terme d'« hantologie » est décrit comme un synonyme britannique de pop hypnagogique, tandis que la pop hypnagogique est décrite comme un « cousin américain » de la scène musicale britannique de l'hantologie,,.
Todd Ledford, propriétaire du label discographique Olde English Spelling Bee (OESB), a établi une corrélation entre la prolifération de la pop hypnagogique et l'essor de YouTube. Reynolds attribue les origines de la pop hypnagogique à la Californie du Sud et à sa culture. Trainer, en désaccord avec l'affirmation de Reynolds, affirme que le style a « sans doute » émergé de nombreuses scènes simultanées habitées par des artistes travaillant dans une forme variée de « néo-psychédélisme post-bruitiste. » Marc Masters, de Pitchfork, estime qu'il est peut-être né « moins [d'un] mouvement que d'une coïncidence. » La musique était souvent publiée sous la forme de cassettes ou de vinyle à tirage limité avant d'atteindre un public plus large par le biais de blogs et de vidéos sur YouTube.

### Artistes

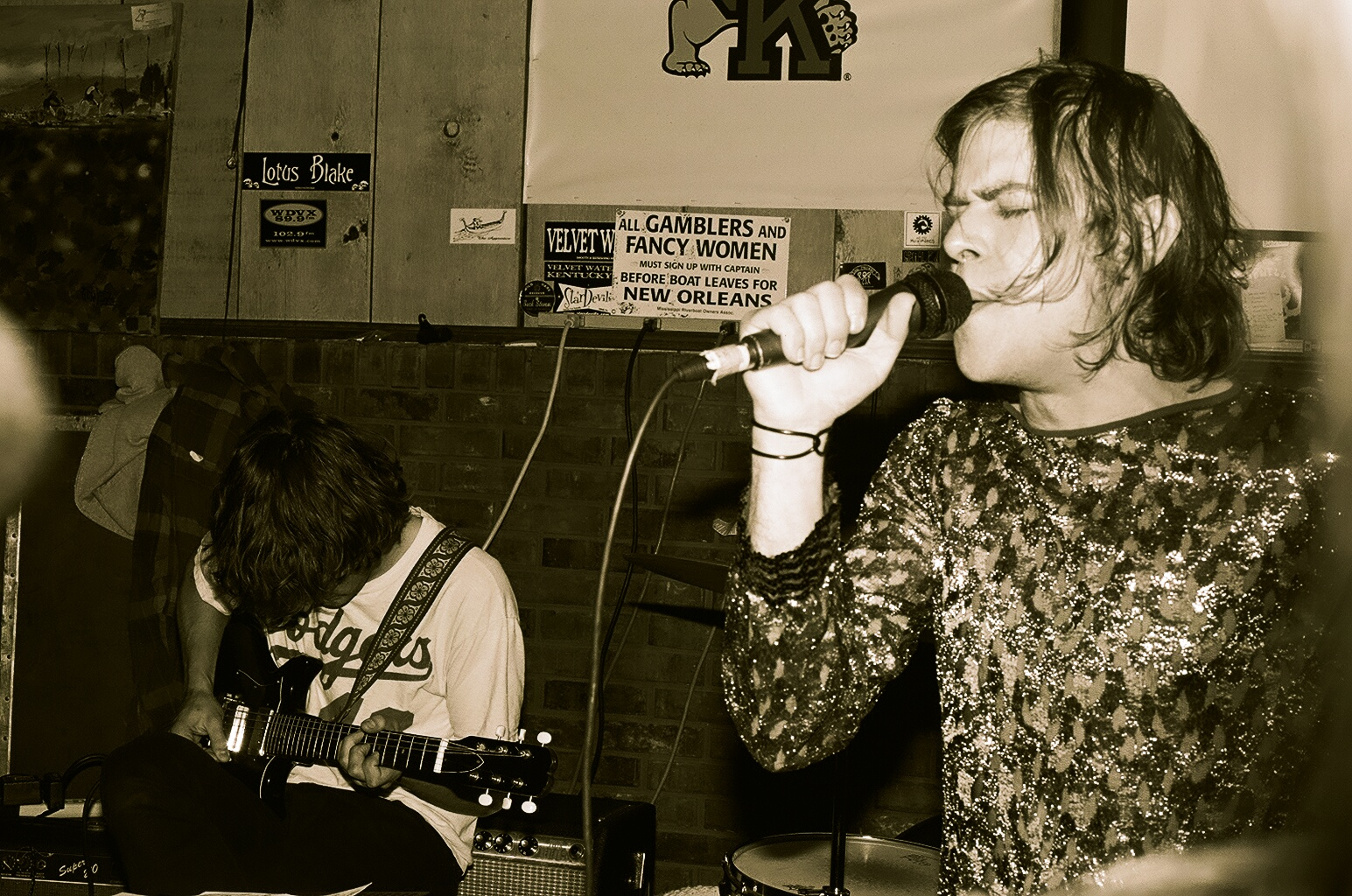
Ariel Pink en concert en 2007.

Ariel Pink se fait connaître au milieu des années 2000 grâce à une série d'albums auto-produits, créant un son que Reynolds qualifie de « radio-rock des années '70 et de new wave des années '80, comme si on les entendait à travers un transistor défectueux, avec des lueurs de mélodie qui s'échappent du brouillard. » Il identifie Pink and the Skaters comme les « parrains de l'hypnagogique », mais désigne Pink comme la figure centrale de ce qu'il appelle la « Génération Altered Zones », un terme générique qu'il a créé pour les artistes indépendants lo-fi et d'inspiration rétro qui étaient souvent présentés sur Altered Zones, un site associé à Pitchfork. Jordan Redmond, de Tiny Mix Tapes, écrit que le premier collaborateur de Pink, John Maus, est également placé « au cœur d'un certain nombre de mouvements populaires récents », notamment la pop hypnagogique, et que Maus était autant « un précurseur de ce son que Pink, même si ce dernier a eu tendance à faire la une des journaux. »
R. Stevie Moore et Martin Newell sont des artistes qui ont précédé le son de Pink. Matthew Ingram de The Wire reconnait l'influence de Moore sur Pink et la pop hypnagogique : « à travers son disciple ... elle a involontairement été le modèle [du genre] » :Un autre précurseur du genre est Nick Nicely et son single Hilly Fields sorti en 1982. J.R. Moore, de Red Bull Music, écrit que « l'esthétique DIY unique et désordonnée » de Nicely et sa vision contemporaine de la pop psychédélique des années 1960 « ont fondamentalement inventé le son du mouvement pop hypnagogique des années 2000 des décennies auparavant. »
The Skaters est un duo bruitiste composé de James Ferraro et Spencer Clark, basé en Californie, comme Pink. Au milieu des années 2000, ils sortent des dizaines de CD-R et de cassettes de drone psychédélique, avant que Ferraro et Clark ne se lancent chacun de leur côté dans des projets soloref name="wire" />. Entre 2009 et 2010, la musique de Ferraro évolue pour devenir de plus en plus rythmique et mélodique, comme le décrit Trainer, « une palette sonore sursaturée de pop ringarde rappelant les premières bandes sonores de jeux vidéo et les dessins animés du samedi matin des années 1980. »
Joe Price, collaborateur de Complex, estime que le mouvement h-pop avait été « créé » par Ferraro et « le très négligé [artiste du Missouri] 18 Carat Affair. » Dans la description de Reynolds, « d'autres figures montantes » de la scène californienne d'origine comprenaient Sun Araw, LA Vampires et Puro Instinct. Il ajoute : « D'autres hypnagogues clés tels que Matrix Metals et Rangers résident ailleurs mais semblent avoir l'esprit SoCal. » Dans une interview datant de 2009, Daniel Lopatin (Oneohtrix Point Never) déclare que Salvador Dalí et Danny Wolfers étaient les « parrains du hip-hop ». Il identifie d'autres géniteurs comme DJ Screw, les « enfants rétro », Joe Wenderoth, Autre Ne Veut, Church in Moon et DJ Dog Dick.

## Caractéristiques
La pop hypnagogique est une musique pop ou psychédélique qui s'inspire fortement de la musique et de la culture populaires des années 1980,, - allant également des années 1970 au début des années 1990. Le genre reflète une préoccupation pour les technologies analogiques dépassées et les représentations grandiloquentes d'éléments synthétiques de ces époques de la culture pop, ses créateurs étant informés par la mémoire collective ainsi que par leur histoire personnelle. Par la nature imprécise de la mémoire, le genre ne recrée pas fidèlement les sons et les styles populaires de ces périodes. En ce sens, la pop hypnagogique se distingue des mouvements revivalistes. Comme l'écrivent les auteurs Maël Guesdon et Philippe Le Guern, le genre peut être qualifié de « nostalgie révisionniste, non pas au sens où "tout était mieux avant", mais parce qu'il réécrit la mémoire collective dans le but d'être plus fidèle à une idée ou à un souvenir de l'original qu'à l'original lui-même. »
Les exemples de sons spécifiques évoqués par les artistes de pop hypnagogique vont de la « pop lo-fi extatiquement floue et irradiée » au « synth-rock-cosmique des années 1970 » et à l'« exotisme tribal ». Écrivant pour Vice en 2011, Morgan Poyau décrit le genre comme « faisant des enthousiastes de la musique expérimentale et des théoriciens de la pop progressive bizarres des alliés maladroits. » Le critique Adam Trainer écrit que, plutôt qu'un son particulier, la musique est définie par une collection d'artistes qui partagent les mêmes approches et les mêmes expériences culturelles. Il observe que leur musique puise dans « l'inconscient collectif de la culture populaire de la fin des années 1980 et du début des années 1990 » tout en étant « redevable stylistiquement à diverses traditions de l'expérimentalisme telles que le bruit, le drone, la répétition et l'improvisation. »
Les points de référence communs incluent diverses formes de musique des années 1980, notamment le radio-rock, la pop new wave, les one-hit wonders de MTV, la musique new age, les bandes originales de superproductions hollywoodiennes à base de synthétiseurs, la lounge, l'easy listening, la muzak d'entreprise, le schmaltz du soft rock, la musique de jeu vidéo, ainsi que la synthpop et le RnB des années 1980,. Elle utilise des sons considérés comme « futuristes » dans les années 1980 qui, en raison de leur caractère désuet, semblent psychédéliques hors contexte, ainsi que des technologies audiovisuelles dépassées et des images numériques bricolées, telles que les cassettes audio, les VHS, les disques CD-R et l'esthétique des débuts de l'Internet.